# Apsilochorema luzonicum
Apsilochorema luzonicum är en nattsländeart som beskrevs av Wolfram Mey 1999. Apsilochorema luzonicum ingår i släktet Apsilochorema och familjen Hydrobiosidae. Inga underarter finns listade i Catalogue of Life.